# STS-89
是历史上第八十八次航天飞机任务，也是奮進號太空梭的第十二次太空飞行。

## 任务成员
- 泰伦斯·威尔卡特（Terrence W. Wilcutt，曾执行、以及任务），指令长
- 乔·爱德华兹（Joe F. Edwards，曾执行任务），飞行员
- 波妮·唐巴尔（Bonnie J. Dunbar，曾执行、以及任务），任务专家
- 迈克尔·安德森（Michael P. Anderson，曾执行以及任务），任务专家
- 詹姆斯·莱利（James F. Reilly，曾执行、任务），任务专家
- 萨里占·沙里波夫（Salizhan Sharipov，俄罗斯宇航员，曾执行、联盟TMA-5、远征10号、联盟TMA-13以及远征18号任务），任务专家

### 发射后停留在和平号空间站
- 安德鲁·托马斯（Andrew S. W. Thomas，曾执行、和平号、以及任务），任务专家

### 从和平号空间站返回
- 大卫·沃尔夫（David Wolf，曾执行、以及任务），任务专家